# ألفونسو بلانكو أنتونيز
ألفونسو بلانكو أنتونيز (بالإسبانية: Alfonso Blanco Antúnez)‏ هو لاعب كرة قدم مكسيكي في مركز حراسة المرمى، ولد في 31 يوليو 1987 في Tamiahua ‏ في المكسيك. شارك مع منتخب المكسيك تحت 17 سنة لكرة القدم ومنتخب المكسيك تحت 20 سنة لكرة القدم. أما مع النوادي، فقد لعب مع كروز آزول وكلوب ليون ونادي أمريكا ونادي باتشوكا ونادي نيكاكسا.

## وصلات خارجية
- ألفونسو بلانكو أنتونيز على موقع الاتحاد الدولي (مؤرشف)  (الإنجليزية)
- ألفونسو بلانكو أنتونيز على موقع قاعدة بيانات كرة القدم.إي يو (الإنجليزية)
- ألفونسو بلانكو أنتونيز على موقع Soccerway.com (الإنجليزية)
- ألفونسو بلانكو أنتونيز على موقع AS.com (الإسبانية)